# Francesco Peroni
Francesco Peroni (Brescia, 7 aprile 1961) è un giurista italiano.

## Biografia
Si laurea con lode in Giurisprudenza all'Università di Pavia nel 1985. Abilitato alla professione di avvocato nel 1987, svolge attività di ricerca, prima nell'Ateneo pavese e, successivamente, nell'Università di Milano. Dottore di ricerca in discipline penalistiche all'Università di Firenze nel 1992, diviene docente di procedura penale all'Università di Trieste, prima come ricercatore nel 1992, poi come professore associato nel 1998, infine come professore ordinario nel 2000.
L'impegno istituzionale nell'Università di Trieste lo vede direttore del Dipartimento di Scienze Giuridiche dal 2000 al 2003, preside della Facoltà di Giurisprudenza dal 2003 al 2006, e quindi rettore, dal 2006  al 2013. Nel 2006, quando viene eletto rettore, è il più giovane rettore d'Italia. Nel 2009 viene rieletto rettore al primo scrutinio.
In ambito giudiziario, dal 1996 al 2006 svolge, su nomina del Consiglio Superiore della Magistratura, funzioni di componente esperto del Tribunale di Sorveglianza del Distretto di Corte d'Appello di Trieste.
Dal 2010 al 2013 è consigliere superiore della Banca d'Italia , mentre dal 2012 all'anno successivo ricopre, su designazione del Comune di Trieste, l'incarico di presidente del Politeama Rossetti - Teatro Stabile del Friuli Venezia Giulia.
In seguito alle elezioni regionali in Friuli-Venezia Giulia del 2013 entra a far parte della giunta presieduta da Debora Serracchiani come assessore alle finanze, al patrimonio e alla programmazione economica: carica che mantiene fino al maggio 2018, termine della legislatura.
Dal 2019 al 2021 è componente, in rappresentanza dello Stato, della Commissione paritetica Stato - Regione Autonoma Friuli Venezia Giulia: organo del quale assume la presidenza nel 2020, fino alla scadenza del mandato.
È autore di oltre un centinaio di pubblicazioni, tra monografie, articoli, voci enciclopediche e contributi a convegni. I suoi interessi scientifici sono orientati, soprattutto, agli istituti delle cautele personali, della giustizia penale negoziata e delle impugnazioni penali.